# Amherst (Dakota del Sud)
Amherst è una comunità non incorporata degli Stati Uniti d'America della contea di Marshall nello Stato del Dakota del Sud. Sebbene non è rintracciata dal Census Bureau, ad Amherst è stato assegnato lo ZIP code 57421.

## Storia
Un ufficio postale chiamato Amherst fu istituito nel 1887. La comunità molto probabilmente prende il nome da Amherst, una città del Massachusetts. A circa due chilometri e mezzo a sud-est del villaggio, una rottura della conduttura del Keystone Pipeline ha causato quella che viene definita la più grande fuoriuscita di petrolio nella storia del Dakota del Sud il 16 novembre 2017. Lo sversamento è avvenuto un'area di circa 100 metri di raggio all'interno di un campo di riserva di conservazione a circa un miglio ad est della 416 Avenue a sud del villaggio.